# Miano Danilo van den Bos
Miano Danilo van den Bos (ur. 31 marca 2003 w Veldhoven) – tanzański piłkarz grający na pozycji środkowego obrońcy. Jest wychowankiem klubu FK Panevėžys.

## Kariera klubowa
Swoją karierę piłkarską van den Bos rozpoczął w hiszpańskim siódmoligowym klubie Villena CF. W 2023 roku zadebiutował w nim.

## Kariera reprezentacyjna
W reprezentacji Tanzanii van den Bos zadebiutował 22 marca 2024 roku w przegranym 0:1 towarzyskim meczu z Bułgarią, rozegranym w Mərdəkanie. W 2024 roku powołano go do kadry na Puchar Narodów Afryki 2023. Nie wystąpił w nim w żadnym meczu.